# Chirita macrophylla
Chirita macrophylla är en tvåhjärtbladig växtart som beskrevs av Nathaniel Wallich. Chirita macrophylla ingår i släktet Chirita och familjen Gesneriaceae. Inga underarter finns listade i Catalogue of Life.